# Череповский, Алексей Юрьевич
Алексей Юрьевич Череповский (род. 1988) — российский самбист, призёр чемпионата России по боевому самбо, мастер спорта России, боец смешанных единоборств. 15 мая 2008 года Череповский провёл свой первый официальный бой в смешанных единоборствах, в котором решением судей победил Максима Рожкова. 4 октября 2009 года прошёл его следующий бой с Магомедом Магомедовым, в котором он уступил во втором раунде удушающим приёмом. По состоянию на февраль 2020 года, на счету Череповского только эти два боя.

## Спортивные результаты

### Боевое самбо
- Чемпионат России по боевому самбо 2009 года — ;

### Смешанные боевые искусства
| Результат | Рекорд | Соперник          | Способ                     | Турнир                            | Дата                | Раунд | Время | Место          | Примечание |
| --------- | ------ | ----------------- | -------------------------- | --------------------------------- | ------------------- | ----- | ----- | -------------- | ---------- |
| Поражение | 1-1    | Магомед Магомедов | Сабмишном (удушение сзади) | M-1 Challenge — 2009 Selections 8 | 4 октября 2009 года | 2     | 2:17  | Россия, Москва |            |
| Победа    | 1-0    | Максим Рожков     | Решение                    | M-1 MFC — Fedor Emelianenko Cup   | 15 мая 2008 года    | 0     | 0:00  |                |            |